# Johan Kastriota den äldre
Johan Kastriota (även Johannes Kastriote; på albanska Gjon Kastrioti; på italienska Giovanni Castriota), född omkring 1380-talet, död 1442 eller 1443, var en albansk furste av klanen Kastriota, härskare över området kring Kruja. 
Han var en av de albanska furstar som i början av 1430-talet underkuvades av Osmanska rikets sultan Murad II. Dessa gjorde då sultanens armé lämnat området uppror och belägrade den osmanska staden Gjirokastër. Albanerna besegrades dock av den osmanske krigsherren Ali år 1433 och Johan Kastriota blev en osmansk vasall. För att förvissa hans lydnad till den osmanska tronen tvingades han sända sin yngste son Georg (senare känd som Skanderbeg) genom devschirme till det osmanska hovet i Edirne. Georg deserterade från den osmanska armén år 1443 och återvände till Albanien för att efterträda sin far.